# Szereg szczegółowy
Szereg szczegółowy, szereg indywidualny – szereg będący uporządkowanym według pewnego kryterium zbiorem wartości opisujących określoną cechę danej zbiorowości lub próby.
Przykładem szeregu szczegółowego może być uporządkowanie danych liczbowych {\displaystyle x_{1},x_{2},...,x_{n}} od wartości najniższej do najwyższej:
{\displaystyle x_{1}\leqslant x_{2}\leqslant ...\leqslant x_{n-1}\leqslant x_{n}}